# I. János Károly spanyol király
I. János Károly (Róma, 1938. január 5. –) Spanyolország királya 1975. november 22-től 2014. június 18-ig, amikor megromlott egészségi állapotára hivatkozva lemondott a trónról fia, VI. Fülöp javára.

## Élete
János Károly 1938-ban született János barcelonai gróf (1913–1993), spanyol trónörökös és Mária Mercédesz nápoly–szicíliai hercegnő második gyermekeként, első fiaként. Miután 1931-ben kitört a forradalom, az akkori spanyol király, XIII. Alfonz (1886–1941), János Károly nagyapja Olaszországba emigrált. A zavaros időket követő polgárháborúból végül Francisco Franco tábornok került ki győztesen, aki diktátorként vezette tovább az országot. 1941-ben XIII. Alfonz lemondott királyi címéről, így a monarchia megszűnt létezni. 1966-ban egy népszavazás során újra visszaállították a királyságot, Franco pedig János Károlyt nevezte meg utódjának, mivel édesapját, János infánst túl liberálisnak találta.
A fiatal herceg Olaszországban töltötte a gyermekkorát, majd egy svájci iskolába küldték tanulni. Tízéves korában járt először Spanyolországban, ott is érettségizett le. Később öt éven át a zaragozai katonai akadémiára járt, végül a Madridi Egyetemre iratkozott be, ahol irodalmat, filozófiát, jogot, közgazdaságtant és történelmet hallgatott. Folyékonyan beszél spanyolul, angolul, franciául, olaszul, portugálul és katalánul.
1962. május 14-én Athénban feleségül vette Zsófia görög és dán királyi hercegnőt, Pál görög király leányát. A párnak három gyermeke született:
- Ilona infánsnő (1963. december 20. –)
- Krisztina infánsnő (1965. június 13. –)
- Fülöp trónörökös infáns, Asztúria hercege (1968. január 30. –), a későbbi VI. Fülöp spanyol király.

A volt uralkodó előszeretettel úszik, vitorlázik, karatézik és síel. Gyakran vesz részt bikaviadalokon és kártyapartikon, de nem követeli meg a szigorúságáról és merevségéról hírhedt spanyol etikett betartását. A királyi család Madrid szélén, a Zarzuela kastélyban él, amelyet eredetileg vadászkastélynak építettek, még IV. Fülöp király számára.

János Károly Antall József magyar kormányfővel 1992-ben

1972-ben részt vett a nyári olimpiai játékokon, vitorlázásban.
1975. november 22-én, két nappal Franco halála után lépett trónra, és sikeresen felügyelte Spanyolország átalakulását egy demokratikus alkotmányos monarchiává. Trónra lépése után menesztette Franco kormányát, enyhítette a cenzúrát, és szabadon eresztették a politikai foglyokat. 1978-ban betiltotta a Falangét, és új alkotmányt hirdetett. 1981. február 23-án Antonio Tejero alezredes puccskísérletet hajtott végre, melynek során több fontos pozícióban lévő politikust is foglyul ejtett. A király azonban nem állt mellé, így a puccskísérlet alig fél nap alatt megbukott. Az ország tovább haladt a demokrácia felé, János Károlyból pedig a nyugati világrend országaiban igen népszerű uralkodó lett.
Spanyolország 1713-ban engedte át Gibraltárt Nagy-Britanniának, de János Károly egész uralkodása alatt igényt tartott a jelenlegi brit felségterület visszaszolgáltatására. Az uralkodó 1981-ben a gibraltári viszály miatt mondta le részvételét Károly walesi herceg, brit trónörökös és Diana hercegnő esküvőjén is. 2012-ben az uralkodó csípőprotézis-műtétje miatt nem vett részt II. Erzsébet brit uralkodó trónra lépésének gyémántjubileumi ünnepségén, Zsófia királyné pedig a Gibraltárral kapcsolatos legújabb brit-spanyol feszültséggel indokolta távolmaradását.
Magyarországot hivatalosan kétszer is meglátogatta: először 1996-ban, másodszor 2007 nyarán, Sólyom László köztársasági elnök meghívására.
A nápolyi királyi család örököseként uralkodói címei közé tartozott a Jeruzsálem királya. Egyenes ági leszármazottja többek között Viktória brit királynőnek, XIV. Lajos francia királynak, V. Károly német-római császárnak és Mária Terézia német-római császárnénak és magyar királynőnek.

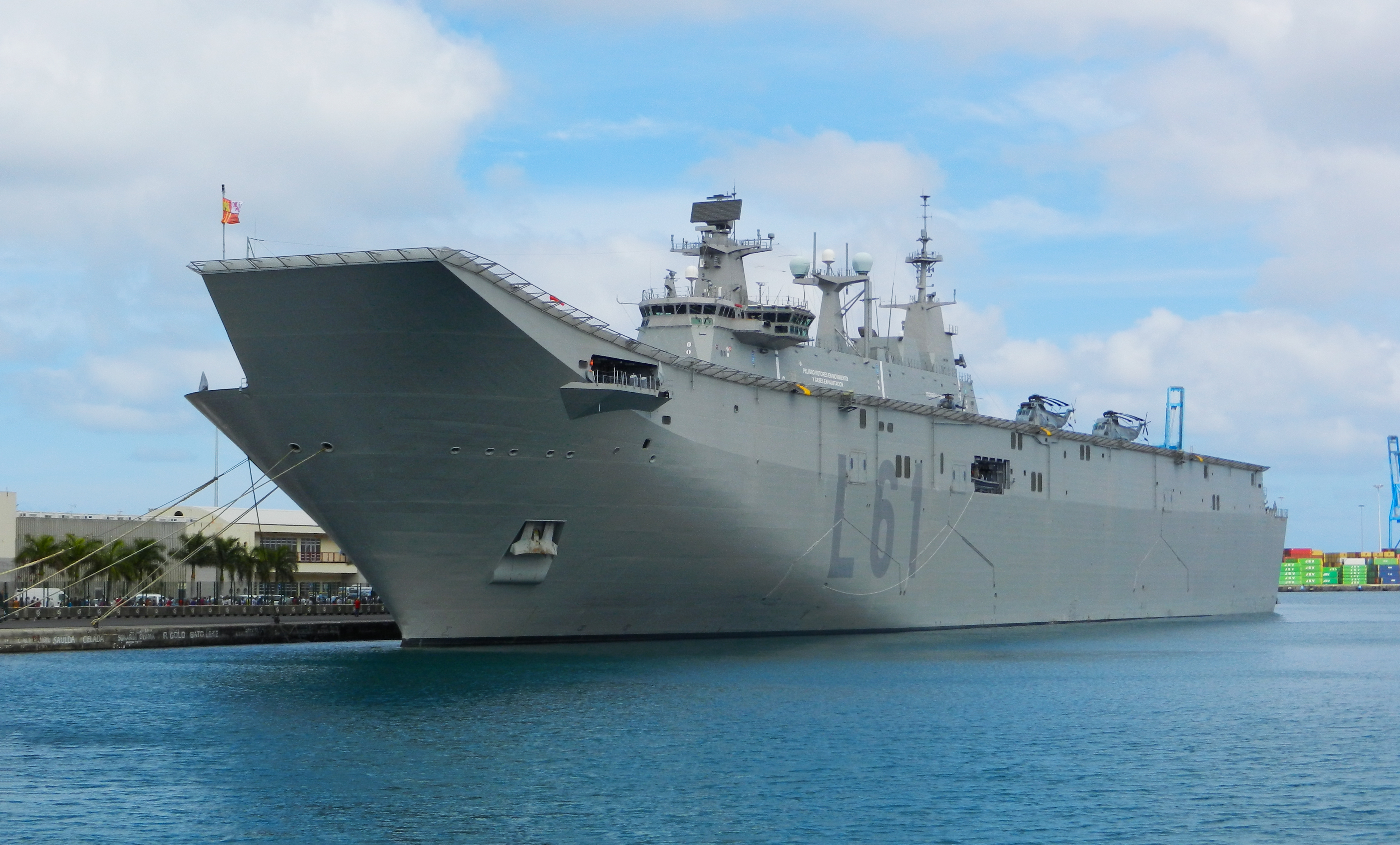
Az I. János Károly spanyol király tiszteletére elnevezett Juan Carlos I spanyol repülőgép-hordozó.

I. János Károly személyes királyi zászlaja (Estandarte Real de Juan Carlos I).
I. János Károly uralkodói névjele.
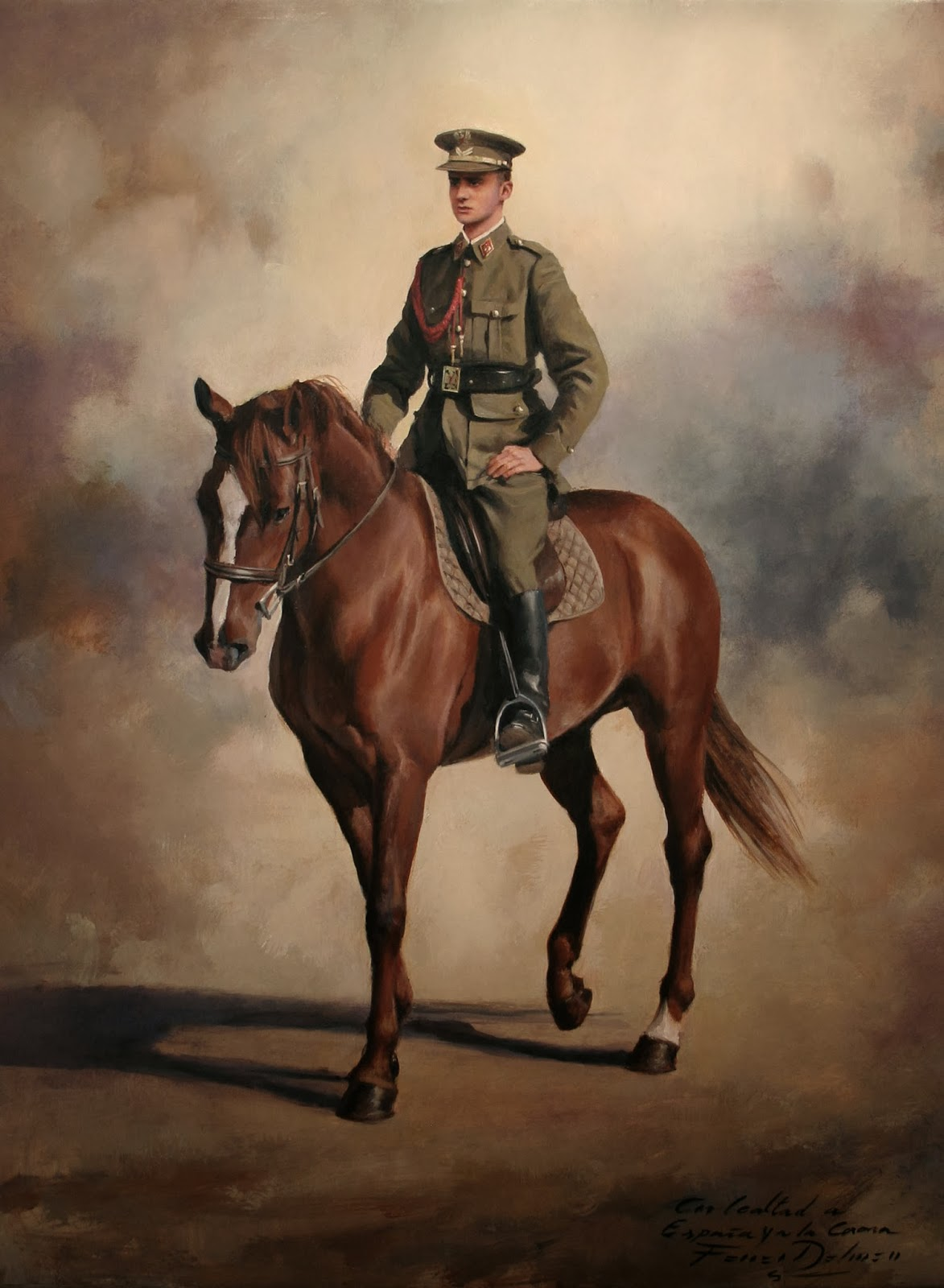
I. János Károly királyt lóháton, hadsereg főparancsnoki egyenruhában ábrázoló festmény.
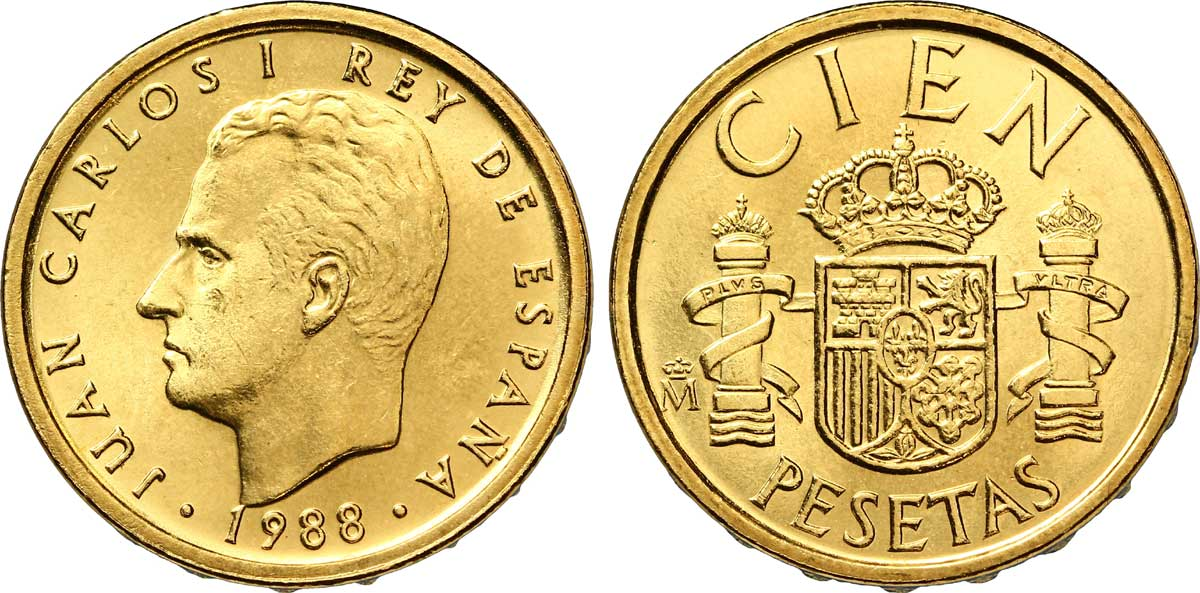
Spanyol 100 peseta érme 1988, I. János Károly portréjával.
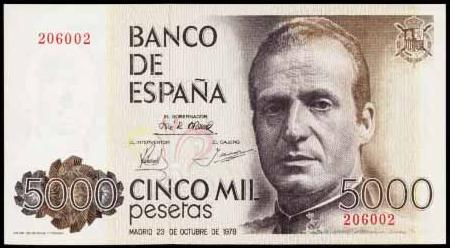
Spanyol 5000 pesetás bankjegy I. János Károly portréjával. 1979-es sorozat, méret: 156 x 85 mm.
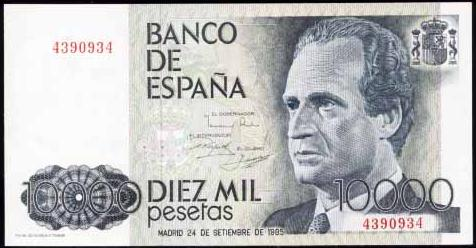
Spanyol 10 000 pesetás bankjegy I. János Károly portréjával. 1985-ös sorozat, méret: 165 x 85 mm.
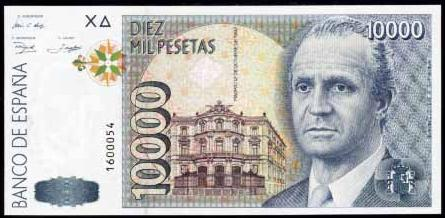
Spanyol 10 000 pesetás bankjegy I. János Károly portréjával. 1992-es sorozat, méret: 154 x 74 mm.

## Botrányok
2013. április 3-án János Károly lányát, Krisztina hercegnőt egy spanyol bíróság gyanúsítottként nevezte meg férje, Iñaki Urdangarin korrupciós ügyében. Az infánsnő férjét több millió eurós hűtlen kezeléssel és adócsalással vádolják. Ezzel párhuzamosan bíráló cikkek jelentek meg a spanyol lapokban az uralkodó állítólagos szeretőjével kapcsolatban, miután kiderült: János Károly egy madridi luxusvillát és egyéb ingyenes javakat bocsátott Corinna zu Sayn-Wittgenstein német üzletasszony rendelkezésére. Az uralkodónál több mint két évtizeddel fiatalabb hölgyet évek óta János Károly szeretőjének titulálják a spanyol lapok.